# Joel Andersson
Joel Andersson, né le 11 novembre 1996 à Göteborg en Suède, est un footballeur suédois. Il évolue au poste d'arrière droit avec le club du Ludogorets Razgrad.

## Biographie

### En club
Le 28 janvier 2015, Andersson signe son premier contrat professionnel d'une durée de cinq ans avec le club du BK Häcken. Andersson fait ses débuts avec le BK Häcken en Coupe de Suède lors du match contre l'Östers IF. 
En championnat, il fait ses débuts lors d'un match contre l'Hammarby IF. Il inscrit deux buts lors de sa première saison en Allsvenskan.
Lors de l'été 2016, il fait ses débuts en Ligue Europa.
Le 2 juillet 2018, Joel Andersson s'engage en faveur du FC Midtjylland.

### En sélection
Lors des éliminatoires du championnat d'Europe des moins de 19 ans, il inscrit un but contre la Bulgarie. Par la suite, lors des éliminatoires du championnat d'Europe espoirs, il délivre une passe décisive contre l'équipe de Chypre.
Joel Andersson honore sa première sélection avec l'équipe nationale de Suède le 7 janvier 2018, lors d'un match amical contre l'Estonie. Il est titularisé et les deux équipes se neutralisent (1-1 score final).

## Vie privée
Joel Andersson est le frère jumeau de Adam Andersson, également joueur de football professionnel,.

## Palmarès
FC Midtjylland
- Championnat du Danemark (1) :
  - Champion : 2020.
- Coupe du Danemark (2) :
  - Vainqueur en 2019 et 2022.